# 금성여자상업고등학교
금성여자상업고등학교(金城女子商業高等學校)는 경상북도 의성군 금성면 탑리리에 있었던 공립 고등학교이다.

## 학교 연혁
- 1975년 12월 1일 : 금성여자고등학교 인가(6학급)
- 1976년 3월 5일 : 제1대 김갑생 교장 취임
- 1976년 3월 5일 : 신입생 입학(개교)
- 1976년 5월 3일 : 개교식
- 1987년 7월 8일 : 교실 2.5실 증축 (3층)
- 1991년 3월 1일 : 금성여자상업고등학교로 학칙 변경 (회계과 2학급)
- 2016년 9월 1일 : 제23대 김하규 교장 취임
- 2018년 2월 9일 : 제40회 졸업(24명) 총 졸업생 2,515명
- 2019년 2월 28일 : 43년만에 폐교[1]

## 폐교 이후
폐교 이후, 금성여자상업고등학교 교사는 TVING에서 방영한 여고추리반 시즌 2의 주 무대인 '태평여자고등학교' 촬영지로 사용된 적이 있다.

## 참고 자료
- 금성여자상업고등학교 - 한국교육학술정보원 학교알리미